# Bitva v údolí Uzbin
Bitva v údolí Uzbin v afghánském okresu Surobi v provincii Kábul proběhla 18. srpna 2008, kdy talibánci nečekaně přepadli patrolu koaličních vojsk ISAF.

## Průběh boje
Vojenský odřad ve 20 vozidlech, složený ze dvou čet francouzských vojáků o síle 60 mužů, dvou čet afghánských vojáků a skupiny speciálních sil americké armády měl za úkol průzkum prostoru v údolí Uzbin na východ od základny FOB Tora. Patrola odjela vozidly a obrněnými transportéry k místu úkolu, avšak po 15 km končila sjízdná vozovka a vojáci opustili vozidla a pokračovali pěšky. Tálibové mezitím obklíčili patrolu a zaútočili palbou z ručních zbraní a RPG. Špatně vyzbrojeným Francouzům docházela munice a neměli se kde ukrýt před nepřátelskou palbou, proto docházelo k velkým ztrátám v jejich řadách. Povstalci drželi několik hodin obklíčené vojáky v šachu, než k nim dorazily posily a letecká podpora.

## Ztráty
Na francouzské straně zemřelo 10 vojáků a 21 jich utrpělo zranění, povstalci ztratili odhadem 10-80 mužů. Bitva v údolí Uzbin si vyžádala více obětí z řad koaličních vojáků než dosud nejtragičtější bitva u Wantu v červenci 2008.

## Po boji
Taliban se svými mrtvými a zraněnými ustoupil do provincie Laghmán. Bojovníci se rozptýlili do tří vesnic. Tyto vesnice byly bombardovány NATO po dobu tří dnů, což způsobilo 40 mrtvých civilistů, zničilo 150 domů a donutilo uprchnout téměř 2 000 obyvatel. Afghánské zpravodajské služby uvedly, že většina obětí bombových útoků byly ženy a děti, což podle nich dokazuje, že se muži podíleli na přepadení.
Dne 29. září 2008 se k útoku přihlásil afghánský vůdce Gulbuddin Hekmatyar, který uvedl, že v bojích bylo zabito deset jeho mužů. Francouzská armáda tvrdila, že během bitvy byl zabit „významný velitel“ Talibanu.